# Захарова, Светлана Авдеевна
Светлана Авдеевна Заха́рова (род. 1926) — советский литературовед, филолог.

## Биография
Родилась 24 апреля 1926 года в Киеве (ныне Украина). В 1951 году окончила КГУ имени Т. Г. Шевченко. В 1951—1989 годах работала в издательстве «Днепр».
Осуществляла литературное редактирование следующих изданий:
- «Антология украинской поэзии» (1957),
- «Михаил Коцюбинский» (1965),
- «Сочинения» В. Н. Сосюры (1970—1972),
- «Произведения» С. В. Васильченко (1974),
- «Сочинения» Марка Вовчка (1975),
- «Сочинения» М. Коцюбинского (1979),
- «Сочинения» Т. Г. Шевченко (1978—1979, 1984—1985),
- «На крыльях поэзии» (1982),
- «Летопись русская» (1989)

## Награды и премии
- Государственная премия УССР имени Т. Г. Шевченко (1990) — за подготовку и выпуск издания «Летопись Русская»

## Источник
- Шевченковский комитет